# Vitex trifolia
Vitex trifolia är en kransblommig växtart som beskrevs av Carl von Linné. Vitex trifolia ingår i släktet Vitex och familjen kransblommiga växter.

## Underarter
Arten delas in i följande underarter:
- V. t. bicolor
- V. t. subtrisecta
- V. t. trifolia
- V. t. variegata

## Bildgalleri

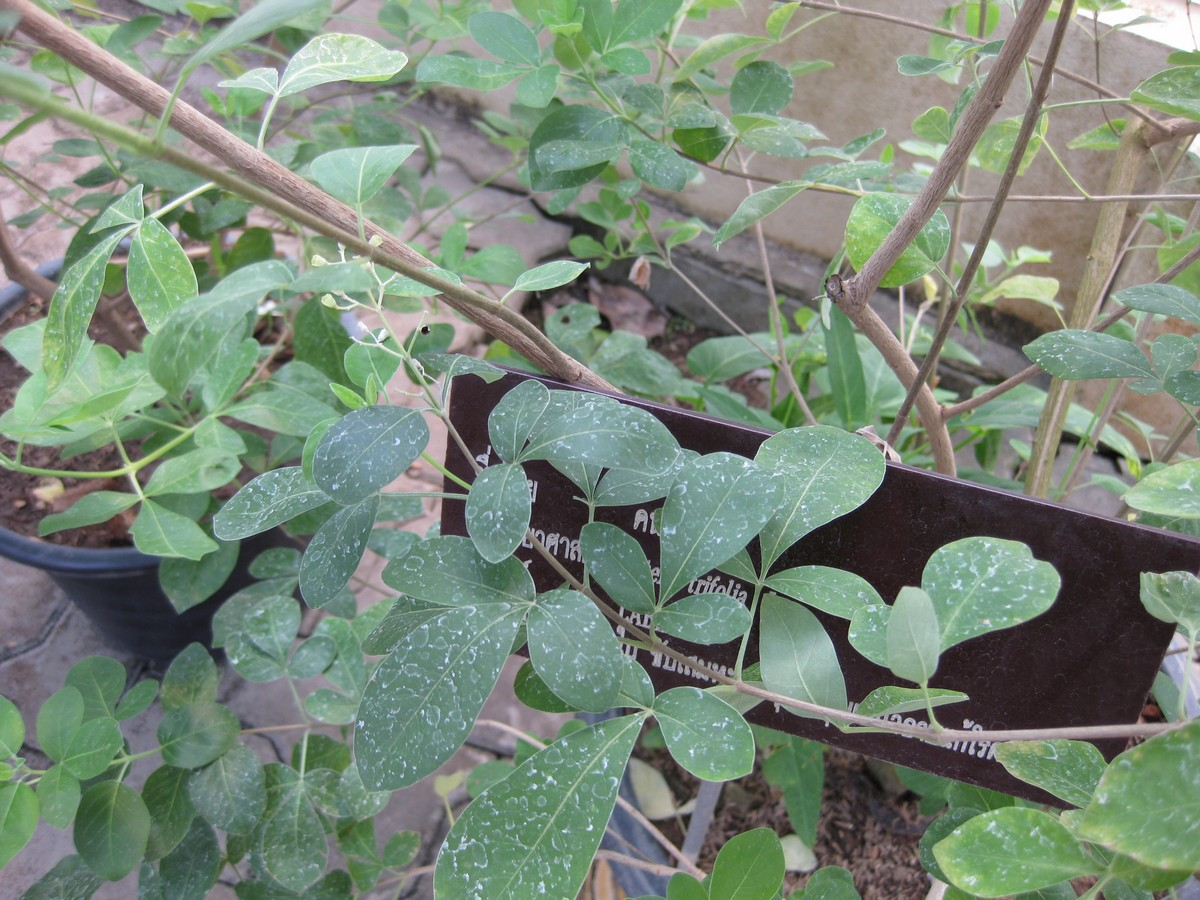
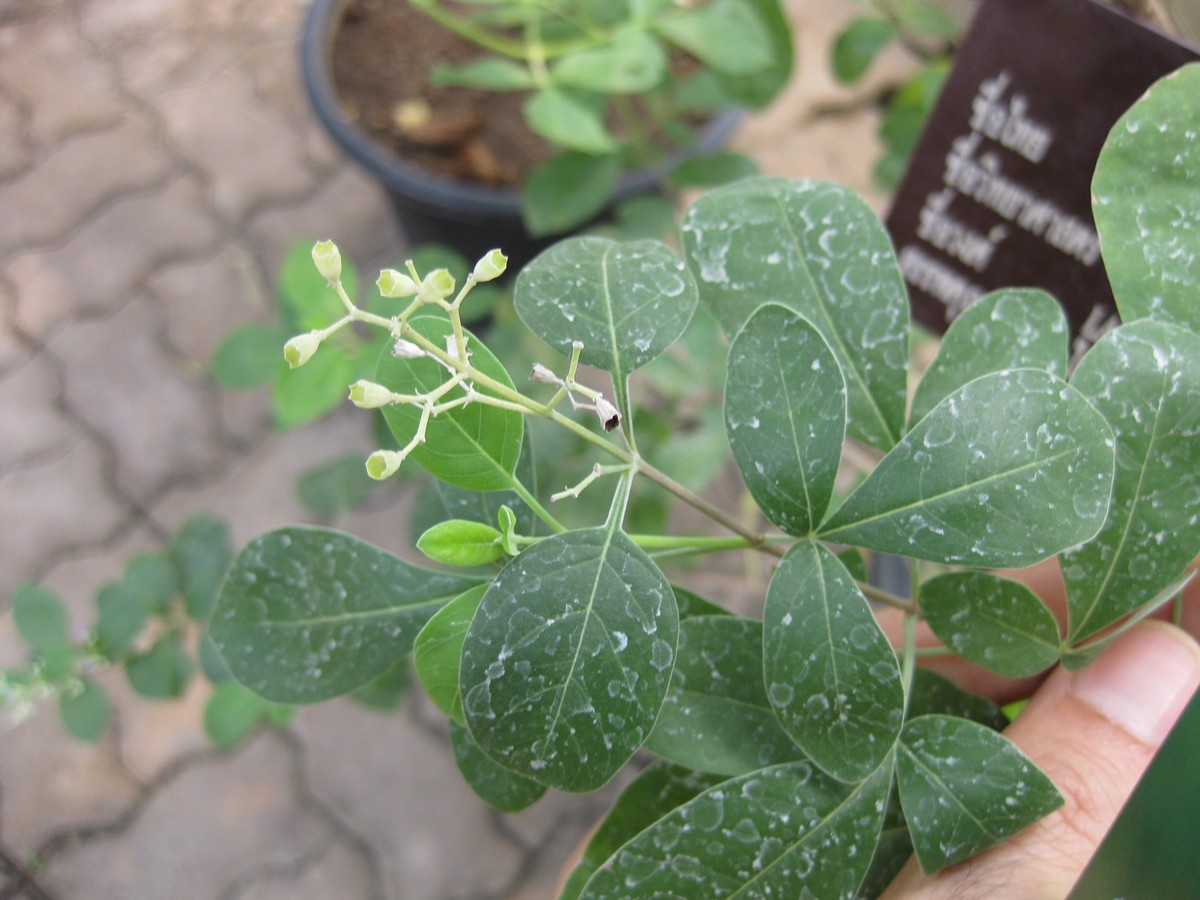
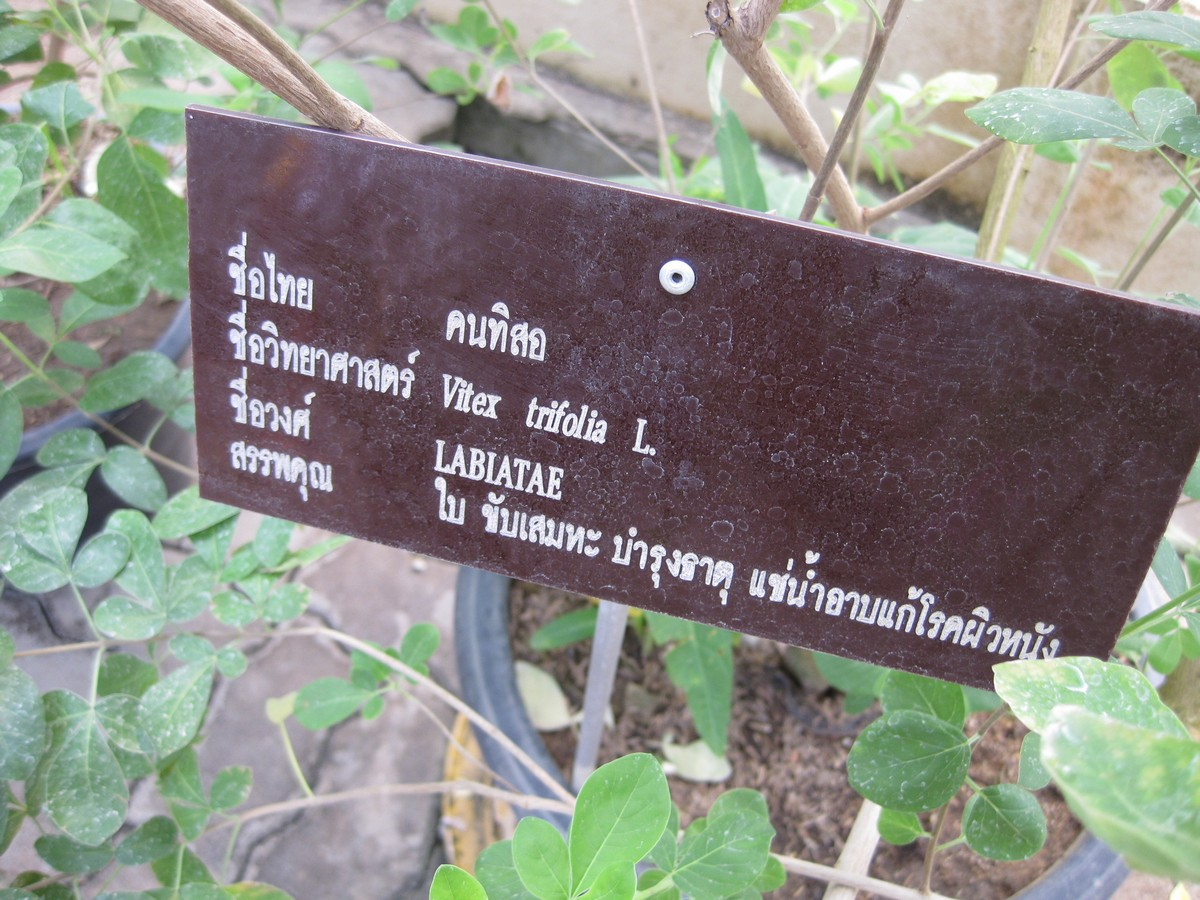
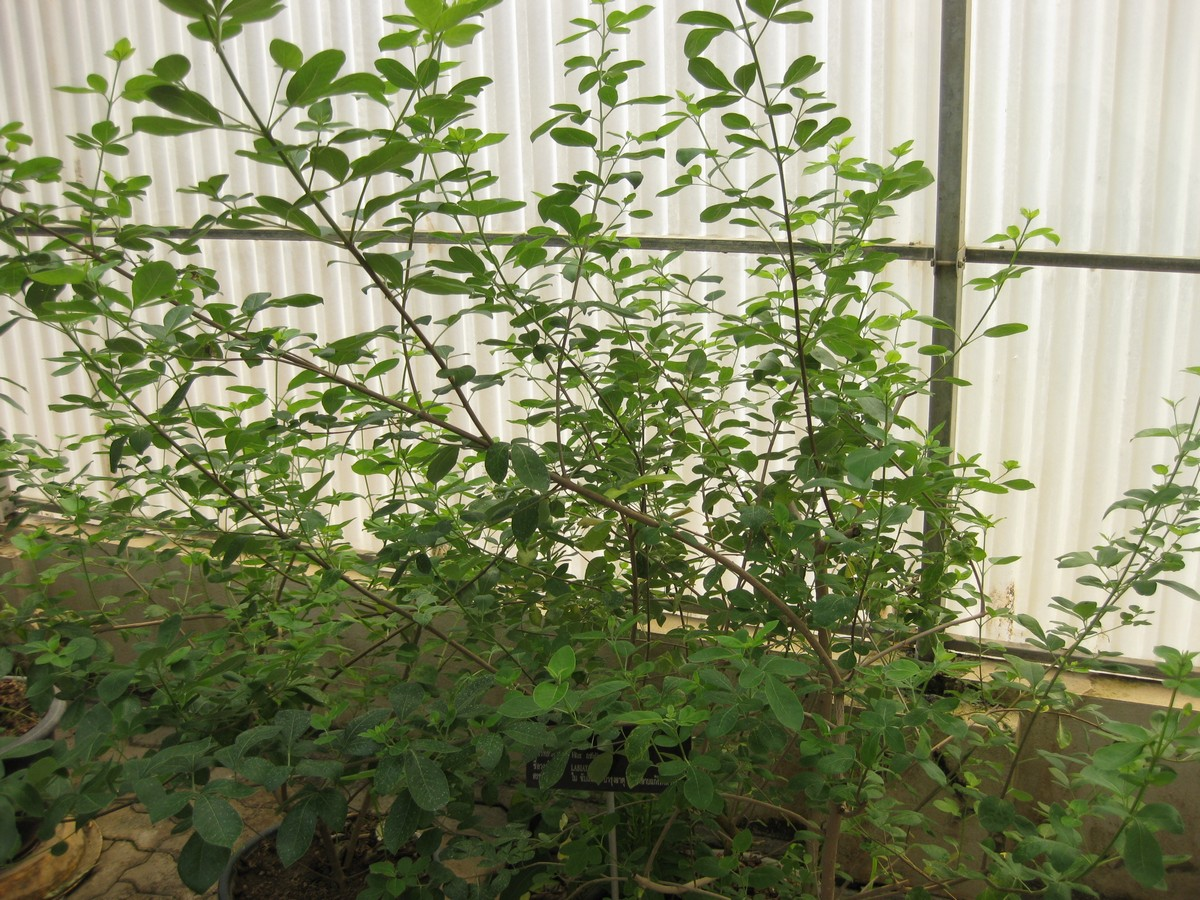
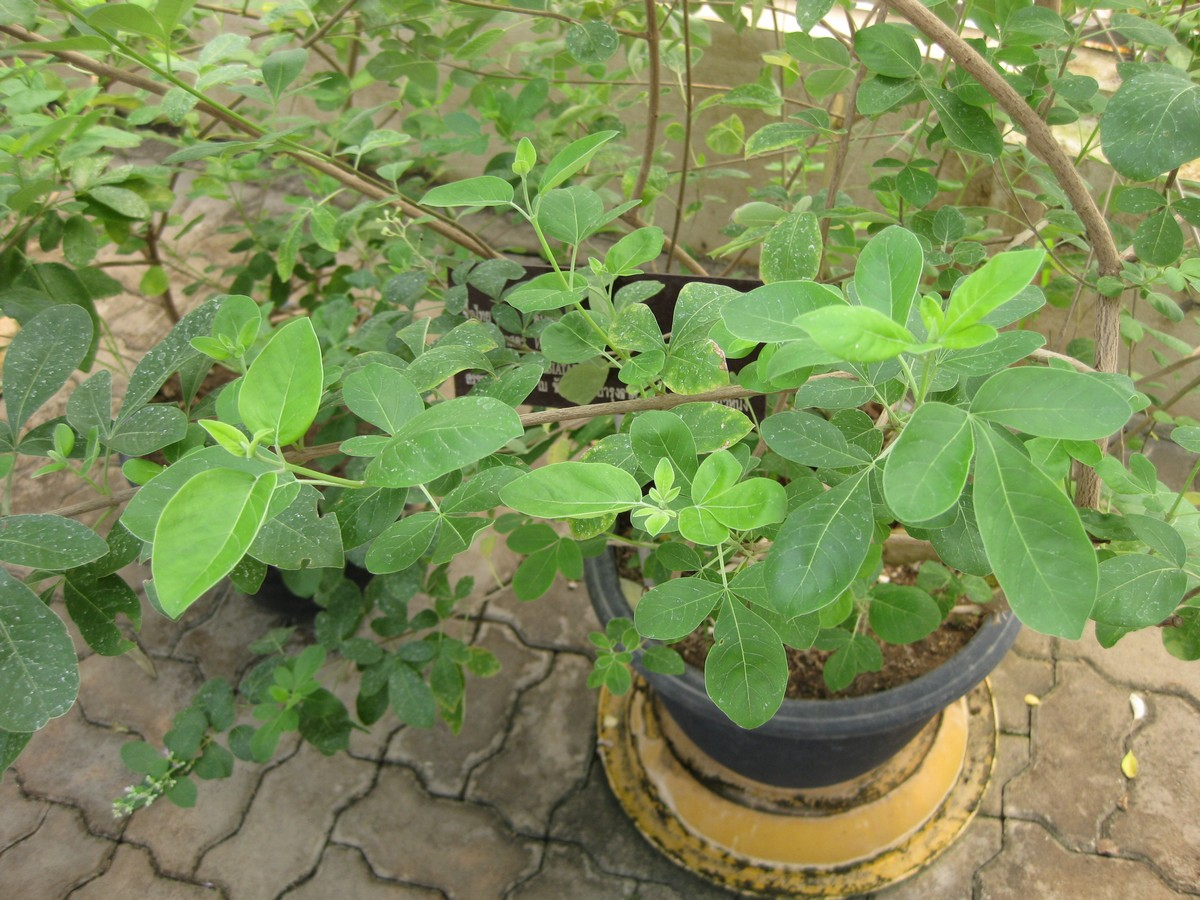
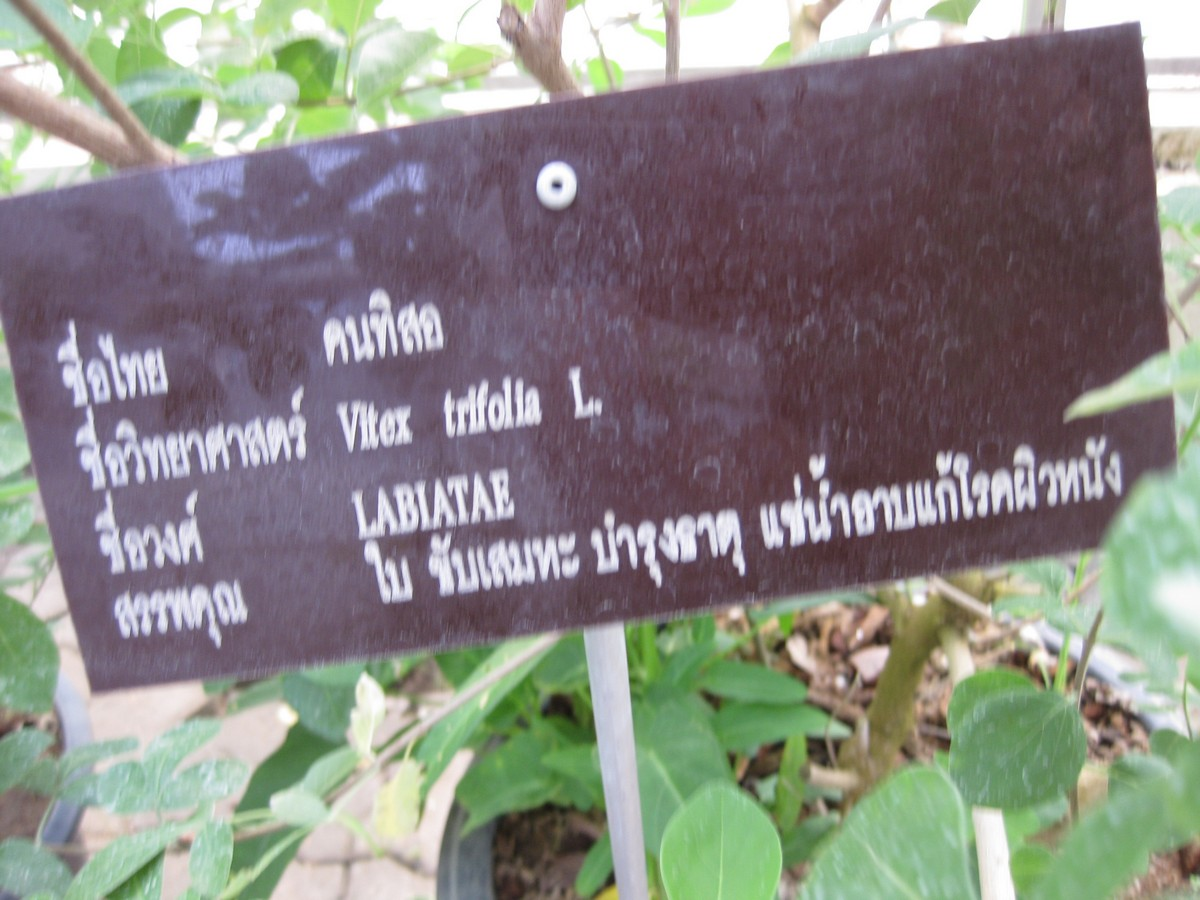